# Loren Wilber Acton
Loren Wilber Acton (Lewistown, Montana, 1936. március 7.–) amerikai fizikus, űrhajós.

## Életpálya
1959-ben a Montana State University keretében mérnök-fizikus oklevelet szerzett. 1965-ben a University of Colorado keretében asztrofizikából doktorált (Ph.D.). A Lockheed Palo Alto Research Laboratory vezető beosztású tudósa. Feladata volt a Nap és más égitestek fejlett technikával történő kutatásának fejlesztése.
1978. augusztus 9-től a Lyndon B. Johnson Űrközpontban részesült űrhajóskiképzésben. Egy űrszolgálata alatt összesen 7 napot, 22 órát és 45 percet (191 óra) másodpercet töltött a világűrben. Űrhajós pályafutását 1985. augusztus 6-án fejezte be. 1997-től a Montana State University professzora, a szoláris fizikai kutatás vezetője.

## Űrrepülések
STS–51–F, a Columbia űrrepülőgép 2. repülésének Spacelab specialistája. Az alkalmazott Nap röntgen teleszkópot tervei alapján készítették és alkalmazták. Technikai okok miatt előbb tértek vissza a Földre. Egy űrszolgálata alatt összesen 7 napot, 22 órát, 45 percet és 26 másodpercet töltött a világűrben. 5 284 350 kilométert (3 283 543 mérföldet) repült, 127 alkalommal kerülte meg a Földet.